# Karl Anton Rickenbacher
Karl Anton Rickenbacher, né le 20 mai 1940 à Bâle, mort le 28 février 2014 à Montreux, est un chef d'orchestre suisse.

## Biographie
Karl Anton Rickenbacher étudia au Conservatoire Stern de Berlin, il eut pour professeurs de direction Herbert von Karajan et Pierre Boulez et fut l'assistant d'Otto Klemperer. Il commença sa carrière comme chef de chœur à l'opéra de Zurich, il devint en 1969 kapellmeister en titre et directeur musical au théâtre national de Fribourg-en-Brisgau. De 1975 à 1985, il fut chef de l'orchestre symphonique de Westphalie. De 1978 à 1980 il fut chef de l'Orchestre symphonique écossais de la BBC à Glasgow, qu'il préserva de réductions de moyen et d'une dissolution dont cet orchestre était menacé. En 1987, il commença à diriger le Brussels Philharmonic, puis à partir de 1990 il travailla comme chef invité auprès de grands orchestres et festivals.
Rickenbacher eut l'occasion de diriger les grandes pages du répertoire, mais se consacra également à la découverte et à la promotion d'œuvres oubliées et de créations. Il fut l'ami d'Olivier Messiaen. Il commanda des compositions pour l'orchestre de Westphalie auprès de Werner Egk et Jean Françaix. Parmi les enregistrements qu'il effectua, entre autres avec le London Philharmonic Orchestra, on compte des œuvres de Beethoven, Wagner, Liszt, Bruckner, Mahler et Messiaen. Il enregistra entre 1997 et 2000 à Berlin, Bamberg et Munich les 14 CD de la collection "Richard Strauss l'inconnu".
Il obtint le Grand prix du disque pour son enregistrement des Petites Symphonies de Darius Milhaud, le Cannes Classical Award pour sa Sinfonia tragica de Karl Amadeus Hartmann et le prix ECHO classique de la Deutsche Phono-Akadémie  en 1999, 2000 et 2001 pour sa série sur Richard Strauss et La Transfiguration d'Olivier Messiaen.
Karl Anton Rickenbacher mourut le 28 février 2014 en sa maison de Montreux, en raison d'une défaillance cardiaque, assis à son piano, avec devant lui la partition de la deuxième symphonie de Gustav Mahler, qu'il devait donner le 16 mars 2014 à Genève.

## Autres sources
- (de) Cet article est partiellement ou en totalité issu de l’article de Wikipédia en allemand intitulé « Karl Anton Rickenbacher » (voir la liste des auteurs).